# عشبة القوى صغيرة السداة
عشبة القوى صغيرة السداة (الاسم العلمي:Potentilla micrantha) هي نوع من النباتات تتبع جنس عشبة القوى من الفصيلة الوردية.

## معرض صور

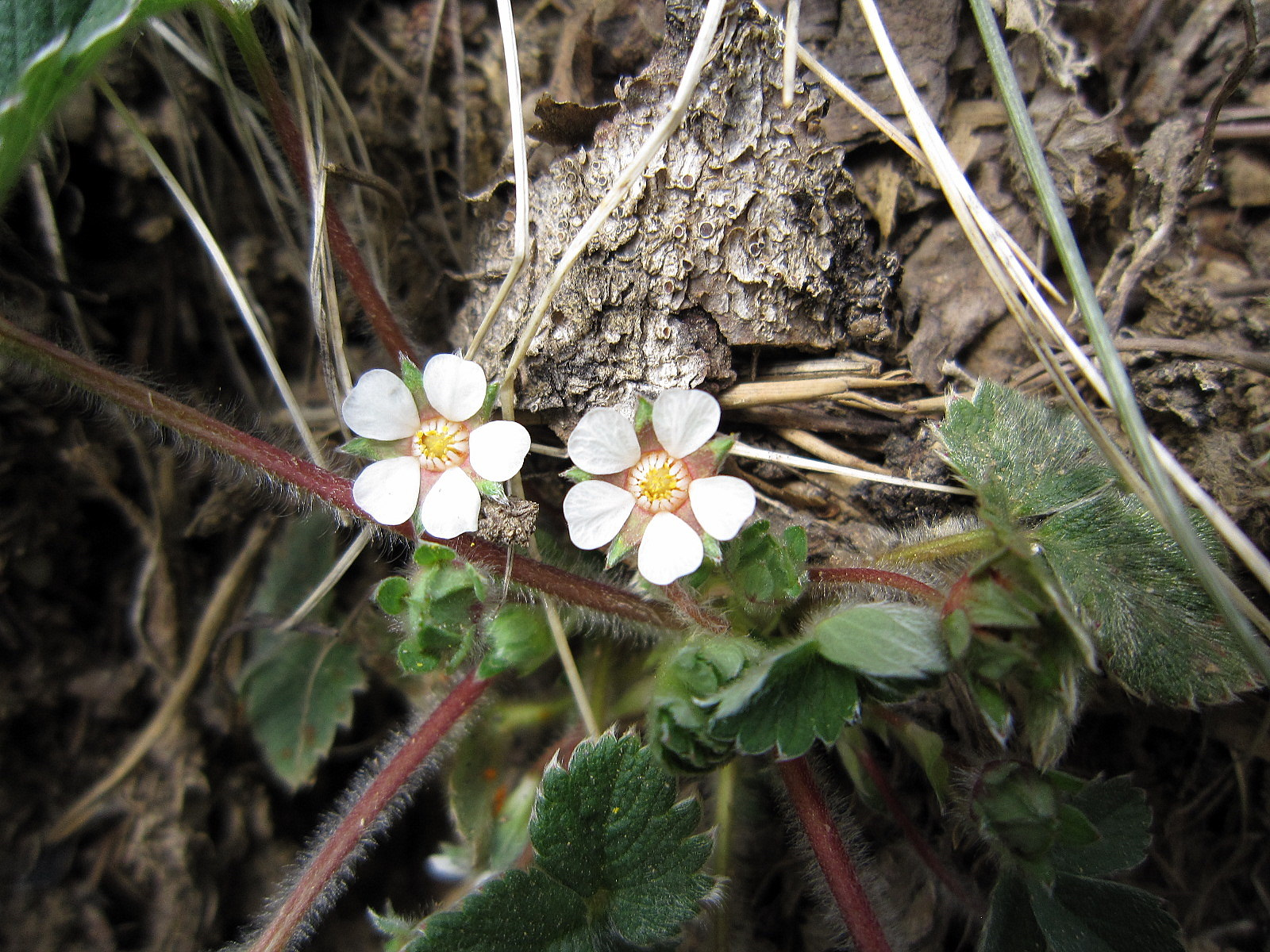
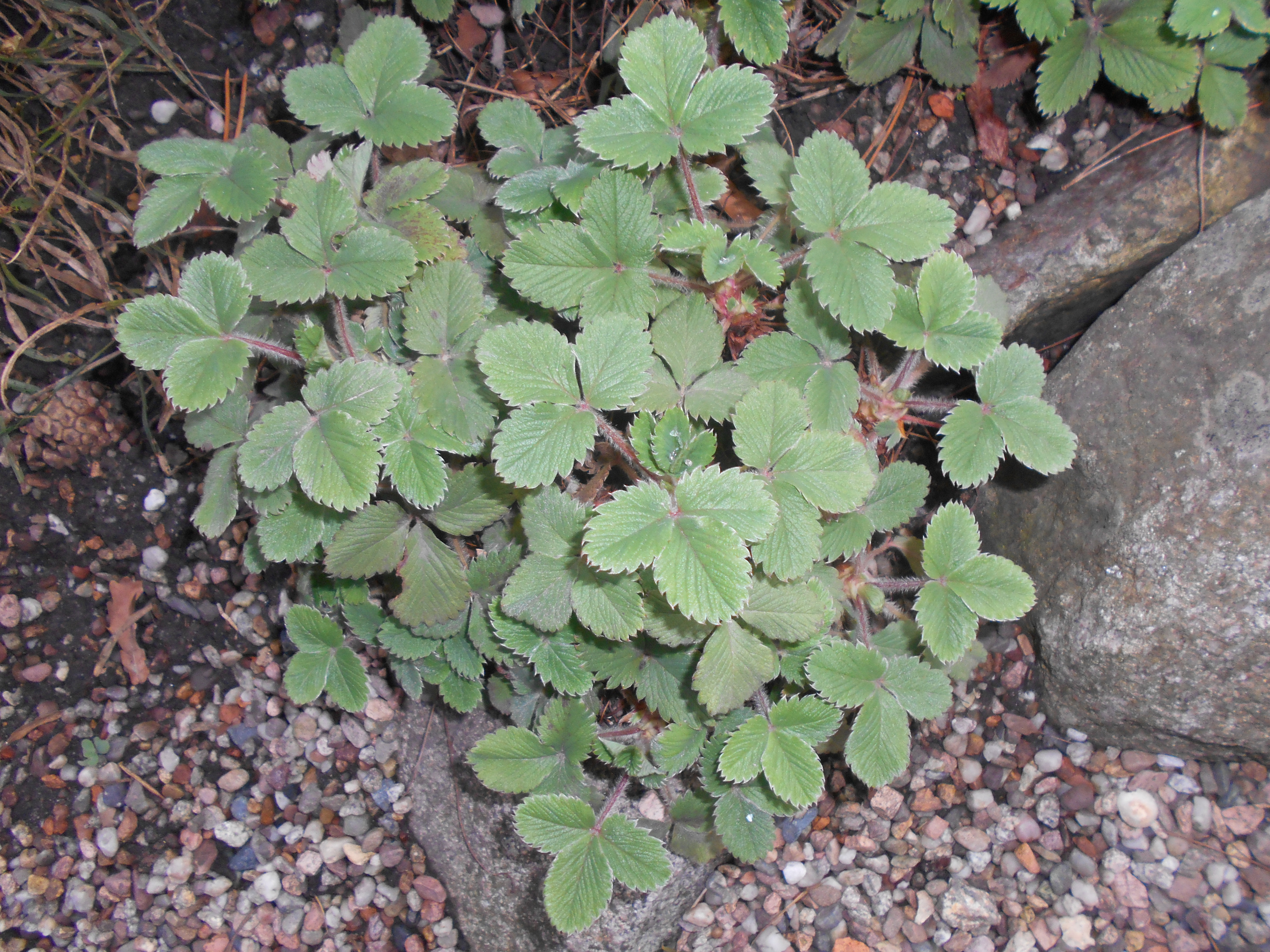
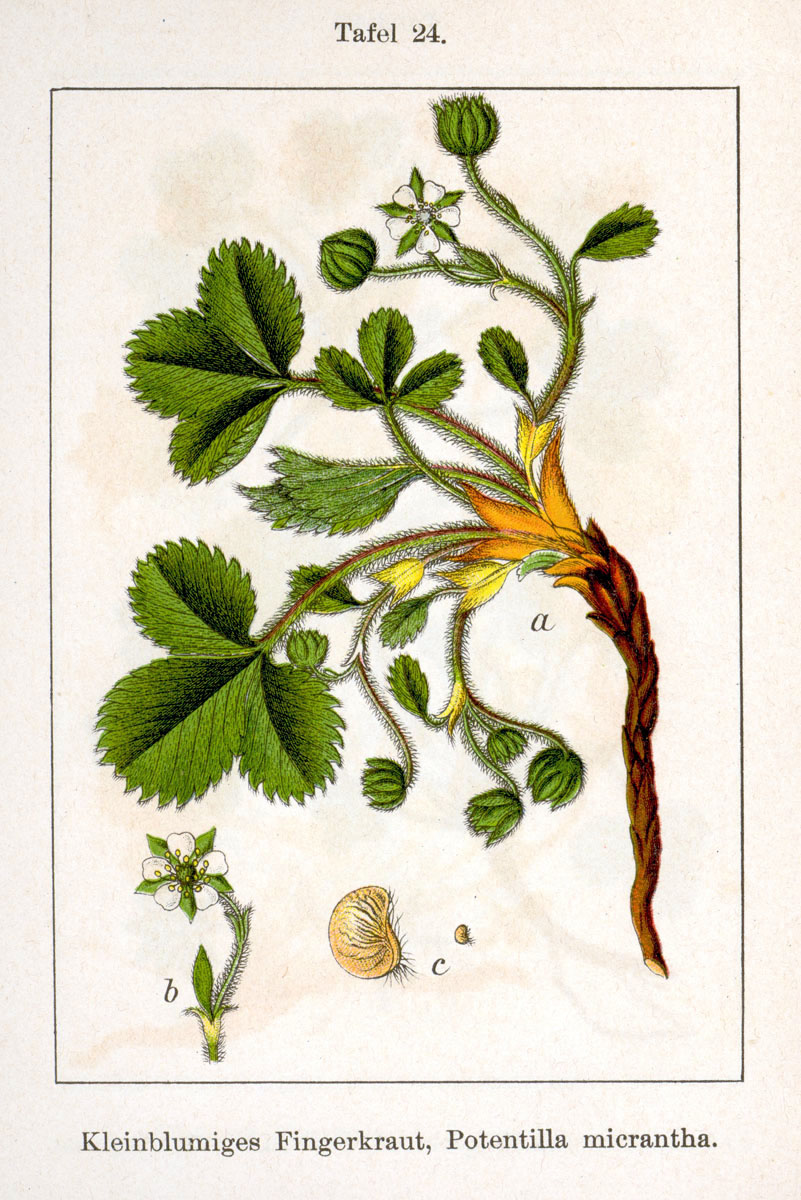
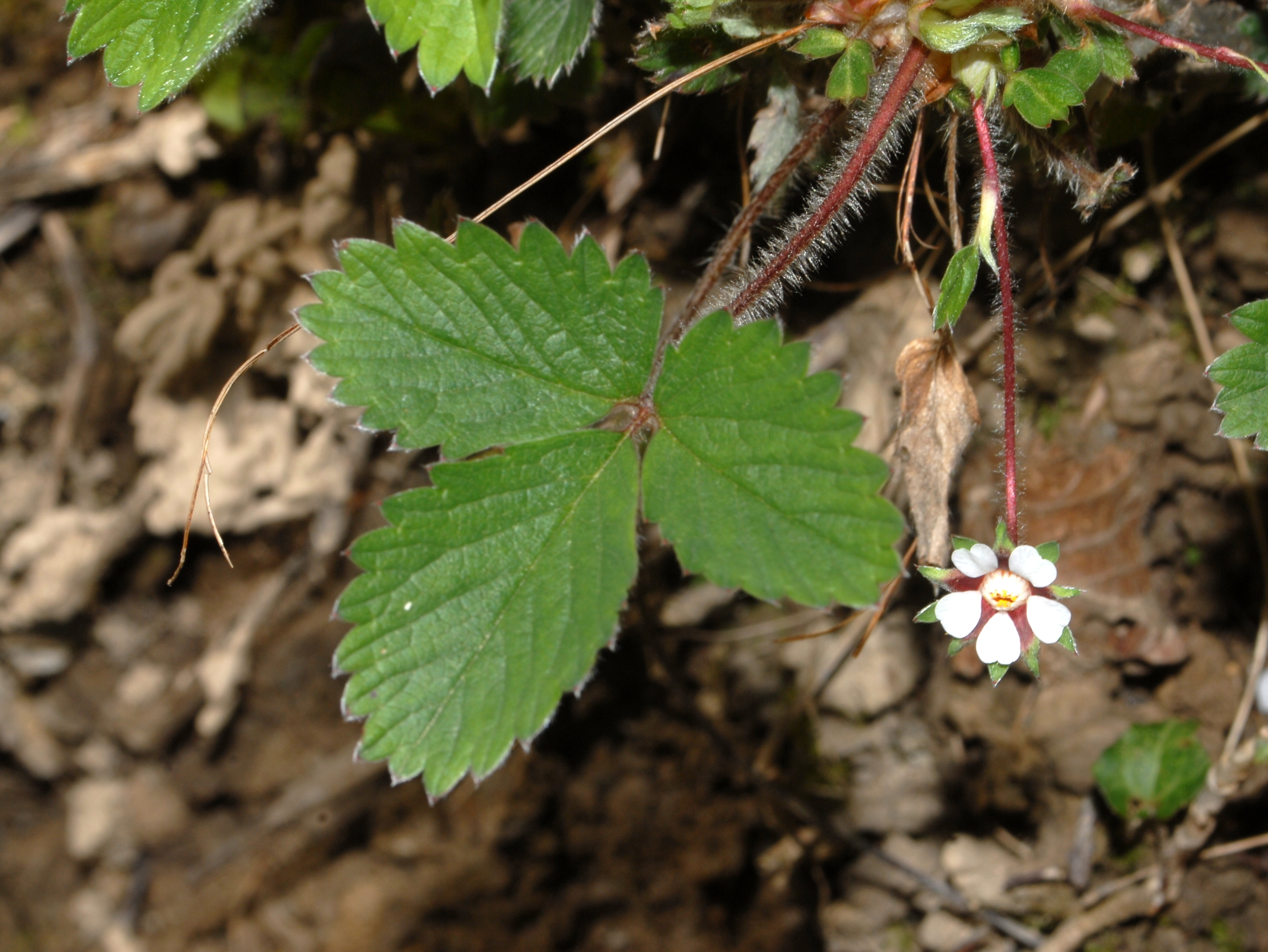